# Уокер, Элли
Э́лли Уо́кер (англ. Ally Walker, род. 25 августа 1961) — американская актриса, наиболее известная по ролям в фильмах «Универсальный солдат» (1992) и «Пока ты спал» (1995), а также телесериалам «Профайлер» (1996—1999), «Сыны анархии» (2008—2010) и «Защитница» (2011).

## Ранняя жизнь
Элли Уокер родилась в Таллахома, штат Теннесси, а выросла в Санта-Фе (штат Нью-Мексико). Первоначально планировала стать учёным, получила степень по биохимии.

## Карьера
Уокер начала свою карьеру с ролей в нескольких фильмах в конце 1980-х годов. В 1988 году она присоединилась к актёрскому составу дневной мыльной оперы «Санта-Барбара», в котором снималась в течение года, а уже в следующем году получила первую в карьере главную роль в прайм-тайм сериале True Blue, который был закрыт после одного сезона. В 1992 году Уокер сыграла главную женскую роль в кинофильме «Универсальный солдат», а после в следующем году в ещё одном недолго просуществовавшем сериале «Луна над Майами». В девяностых она также появилась в фильмах «Одиночки», «Седьмая монета», «Пока ты спал» и «Город счастья, штат Техас».
Элли Уокер добилась наибольшей известности благодаря главной роли в телесериале «Профайлер», в котором сыграла судмедэксперта с даром видения преступников насквозь. За свою роль она номинировалась на премии «Сатурн» и «Спутник», а в 1997 году журнал People включил актрису в свой список «Сорока самых красивых людей». В 1999 году она прекратила на несколько лет свою карьеру, чтобы заняться детьми, и последующие пять лет не снималась.
В 2007 году она снималась в экспериментальном сериале HBO «Скажи мне, что любишь меня». Также она снялась в фильмах «Только по договорённости» (2007) и «Удивительный мир» (2009), а в 2008—2010 годах сыграла роль агента Джун Стал в телесериале «Сыны анархии».
В 2011 году Уокер сыграла главную роль в сериале «Защитница», рассказывающем о матери-одиночке, которая пытается сбалансировать свою карьеру детектива в Нью-Йорке и матери.

## Личная жизнь
12 ноября 1985 года Уокер вышла замуж за Крейга Секстона, но позже они развелись.
С 14 июня 1997 года Уокер замужем за продюсером и председателем FX Networks Джоном Ландграфом. У супругов есть три сына: Джон Уокер Ландграф (род. 7 августа 1997), Уильям Ландграф (род. 2002) и Кейлеб Ландграф (род. 2005).

## Фильмография
| Год       |     | Русское название                    | Оригинальное название                      | Роль                        |
| --------- | --- | ----------------------------------- | ------------------------------------------ | --------------------------- |
| 1988      | с   | Санта-Барбара                       | Santa Barbara                              | Андреа Бедфорд              |
| 1989      | тф  | Купальный костюм                    | Swimsuit                                   | Ромелла Лупеско             |
| 1989—1990 | с   | —                                   | True Blue                                  | офицер Джессика Хейли       |
| 1990      | ф   | Яростный Кейджин                    | Ragin’ Cajun                               | Кэти                        |
| 1990      | с   | Мэтлок                              | Matlock                                    | Рене Уильямс                |
| 1991      | с   | Джейк и толстяк                     | Jake and the Fatman                        | Джози                       |
| 1991      | с   | Закон Лос-Анджелеса                 | L.A. Law                                   | Кристина Шепард             |
| 1991      | с   | Байки из склепа                     | Tales from the Crypt                       | Элейн Тиллман               |
| 1991      | тф  | Перри Мейсон: Дело о пагубной моде  | Perry Mason: The Case of the Fatal Fashion | Джулия Коллиер              |
| 1991      | ф   | Глаз шторма                         | Eye of the Storm                           | девушка-киллер              |
| 1992      | тф  | Иствикские ведьмы                   | The Witches of Eastwick                    | Александра Споффорд         |
| 1992      | ф   | Универсальный солдат                | Universal Soldier                          | Вероника Робертс            |
| 1992      | ф   | Одиночки                            | Singles                                    | Пэм                         |
| 1993      | ф   | Седьмая монета                      | The Seventh Coin                           | Лиза                        |
| 1993      | с   | Луна над Майами                     | Moon Over Miami                            | Гвен Кросс                  |
| 1994      | ф   | Когда тайное становится явным       | When The Bough Breaks                      | Одри Маклиа                 |
| 1995      | ф   | Пока ты спал                        | While You Were Sleeping                    | Эшли Бейкон                 |
| 1995      | ф   | Один из двух                        | Steal Big Steal Little                     | Бонни Мартин                |
| 1995      | ф   | Умереть не напрасно                 | Someone to Die For                         | Алекс Дональдсон            |
| 1995      | ф   | О пользе подглядывания              | Just Looking                               | Шерри                       |
| 1996      | ф   | Постель из роз                      | Bed of Roses                               | Уэнди                       |
| 1996      | с   | Крылья                              | Wings                                      | Мелисса Уильямс             |
| 1996      | ф   | Хрупкая слава                       | Brittle Glory                              | Элиз Розен                  |
| 1996      | ф   | Джинна вызывали?                    | Kazaam                                     | Элис Коннор                 |
| 1996—1998 | с   | Профайлер                           | Profiler                                   | доктор Саманта «Сэм» Уотерс |
| 1998      | ф   | Добро пожаловать в Голливуд         | Welcome to Hollywoo                        | в роли самой себя           |
| 1999      | ф   | Город счастья, штат Техас           | Happy, Texas                               | Джо                         |
| 1999      | с   | Притворщик                          | The Pretender                              | доктор Саманта «Сэм» Уотерс |
| 1999      | тф  | Если ты веришь                      | If You Believe                             | Сьюзан Стоун                |
| 2002      | тф  | Моя прекрасная жизнь                | My Wonderful Life                          | Билли                       |
| 2005      | с   | Узнай врага                         | Sleeper Cell                               | Линн Эллен Эмерсон          |
| 2006      | с   | Скорая помощь                       | ER                                         | Фрэн Бивенс                 |
| 2006      | с   | Щит                                 | The Shield                                 | Тори Берк                   |
| 2007      | мс  | Американский папаша!                | American Dad!                              | Мелинда                     |
| 2007      | тф  | Только по договорённости            | By Appointment Only                        | Вэл Спенсер                 |
| 2007      | с   | Скажи мне, что любишь меня          | Tell Me You Love Me                        | Кэти                        |
| 2008      | с   | Закон и порядок                     | Law & Order                                | Гретчен Стил                |
| 2008      | с   | Юристы Бостона                      | Boston Legal                               | Фиби Прентис                |
| 2008—2010 | с   | Сыны анархии                        | Sons of Anarchy                            | агент Джун Стал             |
| 2009      | ф   | Один на один                        | Toe to Toe                                 | Клэр                        |
| 2009      | ф   | Удивительный мир                    | Wonderful World                            | Элиза                       |
| 2009      | с   | C.S.I.: Место преступления          | CSI: Crime Scene Investigation             | Рита Неттлс                 |
| 2009      | с   | Саутленд                            | Southland                                  | доктор Меррил Мэттьюс       |
| 2010      | с   | Закон и порядок: Специальный корпус | Law & Order: Special Victims Unit          | доктор Стэнтон              |
| 2011      | кор | —                                   | Poison Tongue                              | н/д                         |
| 2011      | с   | Защитница                           | The Protector                              | Глория Шеппард              |
| 2013      | ф   | Насест ангела                       | Angel’s Perche                             | Джуди                       |
| 2013      | ф   | Неудачная ночь                      | Mischief Night                             | доктор Помок                |
| 2014      | с   | Такси: Южный Бруклин                | Taxi Brooklyn                              | Фрэнки Салливан             |
| 2014      | ф   | Апрельский дождь                    | April Rain                                 | Линда Сайкс                 |
| 2015—2016 | с   | Лонгмайер                           | Longmire                                   | доктор Донна Сью Монаганн   |
| 2016—2018 | с   | Колония                             | Сolony                                     | Хелена Голдвин              |
| 2017—2018 | с   | Призраки                            | Ghosted                                    | капитан Ава Лафри           |
| 2020      | ф   | Великолепная комната                | When We Kill the Creators                  | Уокер                       |